# Loods (opslag)

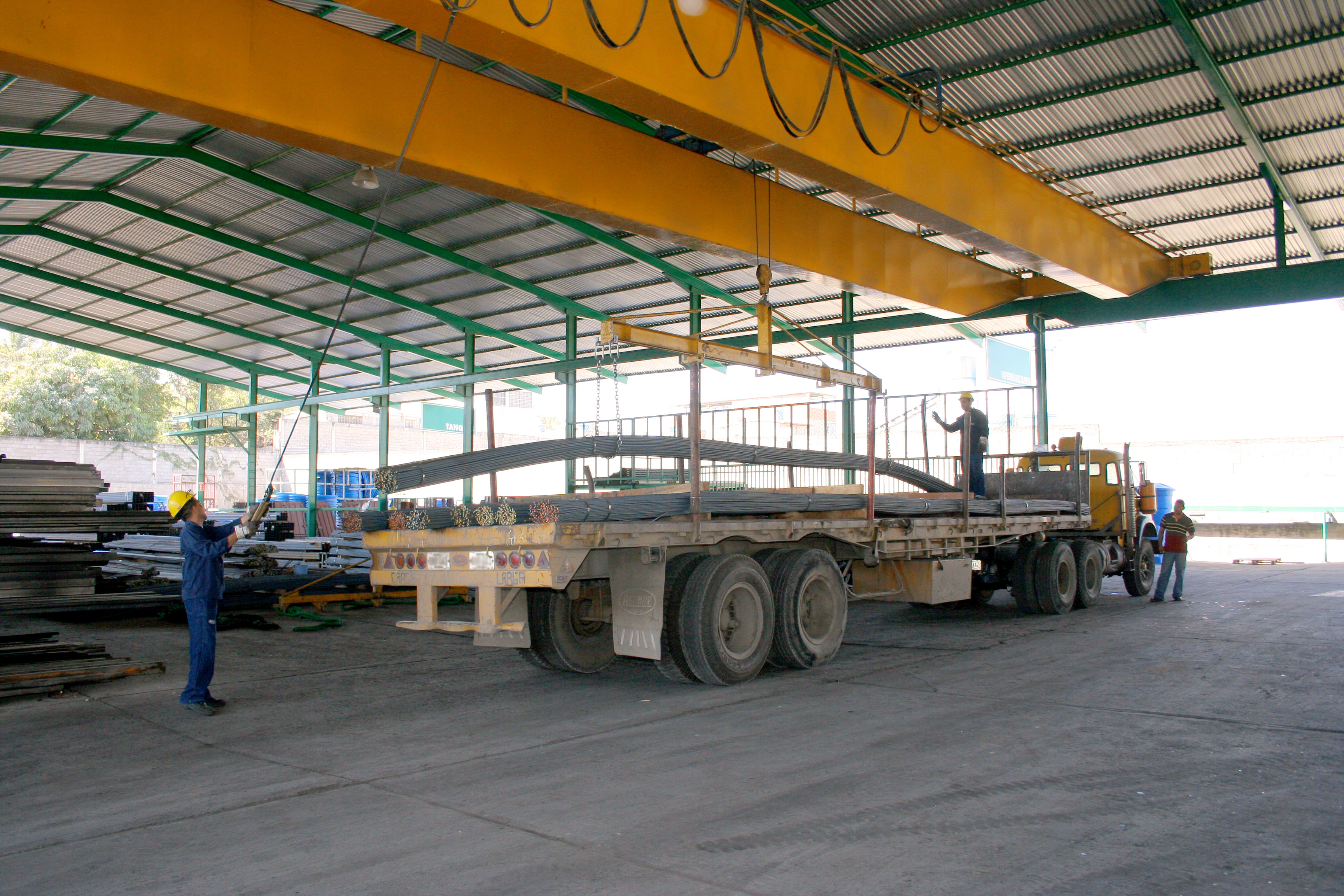
Een bovenloopkraan in een loods

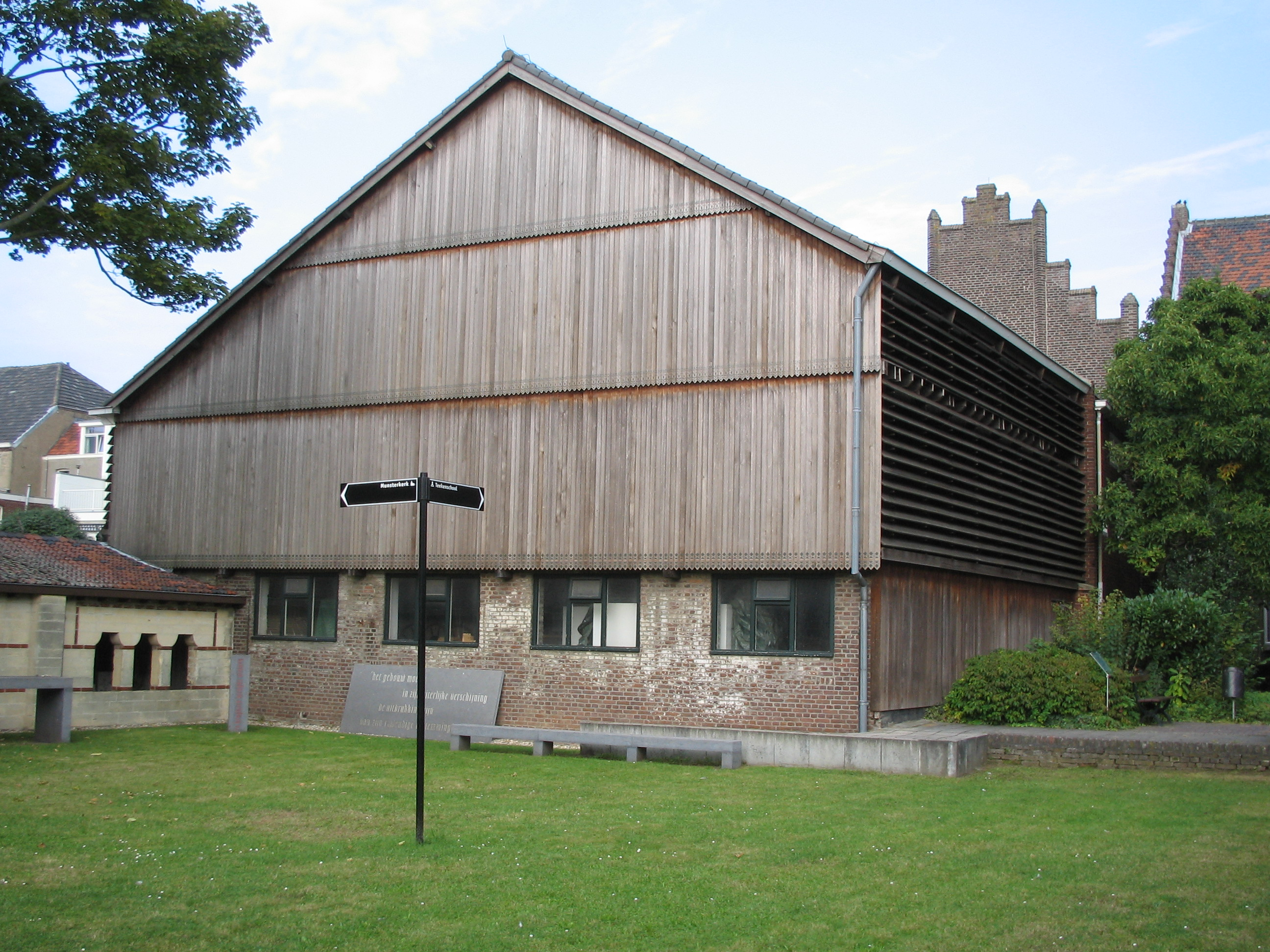
Voormalige droogloods naast de werkplaats van architect P.J.H. Cuypers in Roermond.

Een loods is een grote overdekte opslagplaats, meestal gebruikt voor handels- of industriële goederen. Het type gebouw is zeer groot en hoog vergeleken met een gemiddeld huis en heeft meestal grote inrijdeuren, zodat men er zonder probleem met een vrachtwagen naar binnen kan rijden. Loodsen vindt men daarom overwegend op speciale industriegebieden en bij havens. Sommige loodsen zijn voorzien van takelinstallaties. 
Naar aanleiding van veranderende economische activiteiten in de omgeving krijgen loodsen soms alternatieve bestemmingen. Ze worden dan bijvoorbeeld ingericht met werkplaatsen voor kunstzinnige activiteiten of studios en theaters ten behoeve van allerlei sociale en culturele gebeurtenissen. 

## Typen
- Droogloods
- Kapschuur
- Nissenhut
- Romneyloods